# Project Spark
Project Spark era un videogioco per la creazione di giochi per Microsoft Windows 8.1, 10 e Xbox One. Il gioco venne annunciato durante l'E3 2013 di Microsoft e fu lanciato come open beta di Windows nel dicembre 2013 e beta per Xbox One nel marzo 2014. A partire dal 12 agosto 2016, Project Spark non è più disponibile per l'acquisto e anche i servizi online non sono più attivi. Tuttavia, i giocatori possono continuare a giocare offline fintanto che hanno sia un disco fisico che le copie locali scaricate delle loro creazioni o di altri giocatori.

## Modalità di gioco
Project Spark è una piattaforma digitale utilizzabile per creare giochi, film o simili. Un giocatore può scaricare contenuti generati da altri utenti, riarrangiarli o crearne di propri. È inoltre possibile utilizzare il controller Xbox, la tastiera e il mouse, i dispositivi touch e Kinect. Quest'ultimo può essere usato per animare modelli e registrare audio. Gli ambienti creati possono contenere montagne, fiumi e città. Si possono inoltre creare eventi, come battaglie tra personaggi. Gli oggetti e i modelli creati possono essere condivisi con altri giocatori.
I giocatori possono scegliere se iniziare da una mappa vuota o da un livello preesistente, ma hanno sempre gli strumenti per personalizzare la topografia, aggiungere vita vegetale e animale e programmare comportamenti per oggetti specifici, come una roccia che rimbalza quando un il giocatore è nelle vicinanze. La topografia viene modificata spingendo e tirando la terra, scavando attraverso le superfici dopo aver cambiato la vista per regolare un muro o creare buchi in esso. Tutto ciò che viene aggiunto al terreno viene modificato di conseguenza, come l'erba che copre il pavimento e le superfici verticali che diventano rocce.
Il game designer Claude Jerome ha detto che "il gioco consiste nel dare opzioni ai giocatori", come la possibilità di aggiungere un singolo fiore in un campo semplicemente ridimensionando le dimensioni del pennello floreale. Ha aggiunto poi che il gioco si focalizza anche sulla "condivisione e il gioco con la comunità" e che la differenza tra Project Spark e LittleBigPlanet o Minecraft è la capacità principale di personalizzare il gioco fino ai minimi dettagli, il che consente ai giocatori di raccontare storie più individuali. I giocatori possono controllare il gioco con il controller Xbox, i controlli touch o una combinazione tastiera / mouse.
I mondi creati nel gioco sono condivisibili. Gli altri giocatori che accedono possono utilizzare il mondo così come è stato creato e, se desiderano apportare modifiche, ne viene creata una copia.

## Sviluppo
Project Spark, sviluppato dal Team Dakota, venne annunciato durante l'evento stampa dell'E3 2013 di Microsoft. La registrazione per la versione beta ebbe inizio alla fine di giugno 2013. La compatibilità multipiattaforma del gioco fu resa nota alla conferenza degli sviluppatori Microsoft Build 2013. Il sistema è stato descritto come un'evoluzione dei concetti introdotti nel precedente strumento di creazione di giochi di Microsoft Kodu Game Lab .
Il gioco presenta il personaggio Conker lo scoiattolo e una campagna a episodi a lui dedicata chiamato, ambientata 10 anni dopo Conker's Bad Fur Day . Il primo episodio uscì nell'aprile 2015, ma i restanti sono stati cancellati nel settembre successivo.
Inizialmente il gioco era supportato da microtransazioni ; tuttavia, nel settembre 2015 Microsoft ha annunciato che il gioco sarebbe passato a un nuovo modello di "creazione libera e aperta" in base al quale tutti i contenuti scaricabili sarebbero diventati gratuiti per i giocatori nuovi ed esistenti a partire dal 5 ottobre 2015. Come parte della transizione, i giocatori che avevano precedentemente pagato per tali contenuti al massimo un mese prima dell'annuncio avevano diritto a un rimborso in base a quanto avevano pagato. Microsoft avrebbe poi interrotto la produzione di tutti i contenuti scaricabili, inclusi i futuri episodi di Conker, dopo che l'ultimo aggiornamento è stato rilasciato lo stesso giorno.
Il 13 maggio 2016, Microsoft annunciò di aver cessato tutti i futuri sviluppi di Project Spark e che non sarebbe stato più disponibile per il download fin da subito. I servizi online sono terminati il 12 agosto 2016. Sono state tuttavia implementate misure per coloro che avevano acquistato il gioco prima della sua transizione a un modello free-to-play.
Il gioco è ancora giocabile, sebbene con funzionalità ridotte. Gli utenti Xbox possono giocare ai giochi salvati in locale e possono creare nuovi giochi ma non possono condividerli. Gli utenti di PC possono condividere direttamente i singoli file di livello o utilizzare l'applicazione SparkShare, che consente la condivisione di risorse.

## Accoglienza
| Testata                 | Giudizio |
| ----------------------- | -------- |
| GameRankings (media al) | 74,15%   |
| Metacritic (media al)   | 73/100   |
| Game Informer           | 7,5/10   |
| Hardcore Gamer          | 4/5      |
| IGN                     | 8/10     |

VentureBeat ha citato Project Spark come un "buon esempio" di un gioco che trae vantaggio dagli investimenti di Microsoft nel proprio ecosistema di prodotti. Mitch Dyer di IGN ha definito il gioco un'affascinante "strana miscela di complesso e rudimentale". Hardcore Gamer ha dichiarato: "Project Spark è la suite per la creazione di giochi più user-friendly fino ad oggi, che consente di crearne uno con meno lavoro di qualsiasi altra cosa simile sul mercato".